# Barney Rapp
Barney Rapp (* 25. März 1900 in New Haven (Connecticut) als Barney Rappaport; † 12. Oktober 1970 in Cincinnati) war ein US-amerikanischer Schlagzeuger und Bandleader im Bereich des Swing und der Tanzmusik sowie Nachtclubbesitzer.
Barney Rapp gründete in den 1920er Jahren sein erstes Tanzorchester,  Barney Rapp and his New Englanders. Später zog er nach Ohio, wo er mit seiner Band schnell populär wurde; in dieser Zeit nahm er Schallplatten für RCA Victor und Bluebird auf. Rapps Orchester bestand bis in die 1940er Jahre; zu seinen später bekanntesten Bandsängerinnen zählt die damals vierzehnjährige Doris Kappelhoff, die Rapps Frau Ruby vertrat, als diese schwanger wurde. Rapp änderte ihren Namen dann in Doris Day, nachdem er sie mit ihrem Song „Day After Day“ hörte.  Eine weitere Entdeckung Rapps waren die Schwestern Rosemary and Betty Clooney; nachdem er sie im Radio in Cincinnati gehört hatte, empfahl er sie an den Bandleader Tony Pastor. Weitere Musiker, die ihre Karriere bei Rapp begannen, waren Eddie Ryan, Bunny Welcome, Marty Quinto und sein jüngerer Bruder Barry Wood. 
Rapp eröffnete einen Nachtclub, The Sign of the Drum in Cincinnati, woraus seine Auftritte regelmäßig im Radio gesendet wurden. Er trat selten außerhalb von Cincinnati auf; bei einer seiner wenigen Tourneen an die Westküste wirkte er mit seinem Orchester an einem Spielfilm mit. 